# Comuna Seget, Split-Dalmația
Seget este o comună în cantonul Split-Dalmația, Croația, având o populație de 4.854 de locuitori (2011).

## Demografie
Componența etnică a comunei Seget
     Croați (97,4%)
     Necunoscut (0,14%)
     Neclasificat (2,04%)
Componența confesională a comunei Seget
     Catolici (94,44%)
     Fără religie și atei (2,45%)
     Necunoscută (1,11%)
     Alte religii (2%)
Conform recensământului din 2011, comuna Seget avea 4.854 de locuitori. Din punct de vedere etnic, majoritatea locuitorilor (97,4%) erau croați. Apartenența etnică nu este cunoscută în cazul a 0,14% din locuitori. Din punct de vedere confesional, majoritatea locuitorilor (94,44%) erau catolici, cu o minoritate de persoane fără religie și atei (2,45%). Pentru 1,11% din locuitori nu este cunoscută apartenența confesională.